# Hierodula oraea
Hierodula oraea är en bönsyrseart som beskrevs av Werner 1933. Hierodula oraea ingår i släktet Hierodula och familjen Mantidae. Inga underarter finns listade i Catalogue of Life.